# (14109) 1998 OM14
A (14109) 1998 OM14 a Naprendszer kisbolygóövében található aszteroida. Eric Walter Elst fedezte fel 1998. július 26-án.

## Kapcsolódó szócikk
- Kisbolygók listája (14001–14500)